# Kepler-44
Kepler-44, trước đây được gọi là KOI-204, là một ngôi sao ở phía bắc chòm sao Thiên Nga.

### Hệ hành tinh
| Thiên thể đồng hành (thứ tự từ ngôi sao ra) | Khối lượng | Bán trục lớn (AU) | Chu kỳ quỹ đạo (ngày) | Độ lệch tâm | Độ nghiêng | Bán kính |
| ------------------------------------------- | ---------- | ----------------- | --------------------- | ----------- | ---------- | -------- |
| b                                           | 1.02 MJ    | 0.0455            | 3.246774              | —           | —          | 13 R🜨    |